# Stipa sareptana
Stipa sareptana är en gräsart som beskrevs av Günther von Mannagetta und Lërchenau Beck. Stipa sareptana ingår i släktet fjädergrässläktet, och familjen gräs. Inga underarter finns listade i Catalogue of Life.